# Avtocesta A11, Hrvaška
Avtocesta A11 je hrvaška avtocesta, katere trasa trenutno poteka od glavnega mesta Zagreba do Lekenika. Ko bo zgrajena v celoti, bo dosegla Sisek, morda celo Sarajevo.

## Gradnja
Gradnja se je začela 5. aprila leta 2006 na priključku Velika Gorica-jug. 9. maja 2009 je bil končan odsek Velika Gorica-Buševec. Leta 2010 pa se je začel graditi tudi odsek Buševec-Lekenik. Dokončan je bil 22. aprila 2015, odsek Jakuševec-Velika Gorica pa 3. novembra istega leta. Odsek Lekenik-Moščenica je še v načrtovanju, a bo ob končanju pot iz Zagreba do Siska skrajšala za 20 minut.